# Vlado Nedanovski
Vlado Nedanovski (Resen, 23 de junio de 1985) es un exjugador de balonmano macedonio que jugaba de extremo izquierdo. Su último equipo fue el RK Vardar. Fue un componente de la selección de balonmano de Macedonia del Norte.

## Palmarés

### Vardar
- Liga de Macedonia de balonmano (8): 2004, 2007, 2013, 2015, 2016, 2017, 2018, 2019
- Copa de Macedonia de balonmano (8): 2004, 2007, 2008, 2014, 2015, 2016, 2017, 2018
- Liga SEHA (4): 2014, 2017, 2018, 2019
- Liga de Campeones de la EHF (2): 2017, 2019

### Metalurg
- Liga de Macedonia de balonmano (1): 2010
- Copa de Macedonia de balonmano (1): 2010

## Clubes
- RK Vardar (2003-2008)
- RK Metalurg Skopje (2008-2010)
- RK Pelister (2010-2012)
- RK Vardar (2012-2019)